# Lyfing de Winchester
Pour l'archevêque de Cantorbéry, voir Lyfing.
Lyfing est un prélat anglo-saxon mort le 20, le 23 ou le 25 mars 1046.

## Biographie
Lyfing est le neveu de l'évêque de Cornouailles Buruhwold. Moine à Winchester ou Glastonbury, il est nommé abbé du monastère de Tavistock, dans le Devon, en 1009. Il fait partie des ecclésiastiques qui accompagnent le roi d'Angleterre Knut le Grand dans son pèlerinage à Rome, en 1027. Il est sacré évêque de Crediton et de Cornouailles dans les années 1020.
Après la mort de Knut, en 1035, Lyfing apporte son soutien à Harold Pied-de-Lièvre, qui récompense sa loyauté en le nommant évêque de Worcester en 1038. Le diocèse de Worcester est alors l'un des plus riches du royaume d'Angleterre. Sa bonne fortune tourne après la mort de Harold. En 1040, son demi-frère et successeur Hardeknut dépouille Lyfing du siège de Worcester en raison de son implication présumée dans le meurtre du prince Alfred, assassiné en 1036 sur les ordres de Harold. Cette éclipse est de courte durée, et Lyfing retrouve sa position à Worcester dès 1041 et conserve ses trois diocèses jusqu'à sa mort, en mars 1046. Il est inhumé en son abbaye de Tavistock.
Lyfing souffre d'une mauvaise image dans les sources médiévales. Le chroniqueur du XIIe siècle Guillaume de Malmesbury le décrit comme un prélat ambitieux qui ne se préoccupe guère des canons de l'Église. L'historien Frank Barlow reconnaît qu'il peut y avoir un fond de vérité dans ce portrait, mais rappelle qu'à l'époque, les diocèses de Crediton et de Cornouailles sont parmi les plus pauvres d'Angleterre, et que le pluralisme n'est pas aussi mal vu qu'à l'époque de Guillaume de Malmesbury.